# 北方領土の日

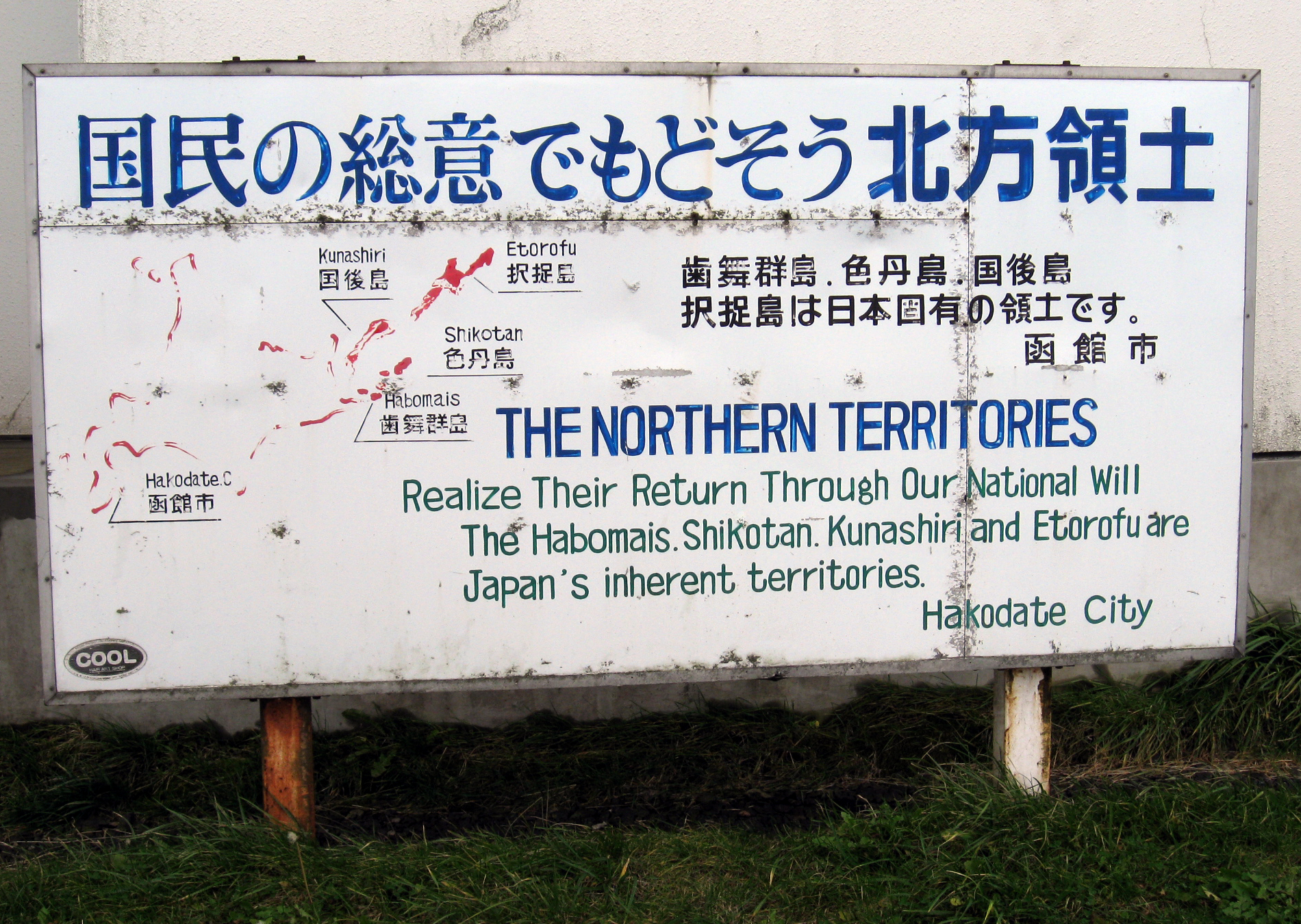
北方領土返還を訴える北海道函館市の看板。

北方領土の日（ほっぽうりょうどのひ）は、北方領土問題に対する国民の関心と理解を更に深め、全国的な北方領土返還運動の一層の推進を図るために制定された記念日。2月7日。

## 制定までの経過
昭和50年代に入り、北方領土返還運動の高まりから、青年、婦人、労働の各団体において「北方領土の日制定」を求める決議が次々と行われるようになった。そして、1980年（昭和55年）には、衆参両院において「北方領土の日」の設定を含む「北方領土問題の解決促進に関する決議」が全会一致で決議されたのを始め、全国の都道府県議会や市町村議会、全国知事会、全国市議会議長会、全国市長会、全国町村会などにおいても同様な決議が行われるようになった。
こうした事を背景に、総務庁（当時）において「北方領土の日」の設定について検討することとし、広く関係各層の意見を聞くために同年12月、有識者らからなる「『北方領土の日』に関する懇談会」が開催された。この懇談会の答申を受け、1981年（昭和56年）1月6日に毎年2月7日を「北方領土の日」とすることが閣議了解によって決められた。
一方でソ連からの働きかけで発足した日本対外文化協会は、直前の2月6日や当日の2月7日時点においても「北方領土の日」はソ連への悪感情を育み、ソ連との友好と親善関係を害するとして「北方領土の日」の制定そのものを止めるべきとする反対声明を発表し続けた。

## 由来
「北方領土の日」をいつにするかについては、ソ連が択捉島への侵略を開始した8月28日などいくつかの候補があったが、最終的に、1855年（安政元年）に江戸幕府とロシア（当時は帝政ロシア）との間で最初に国境の取り決めが行われた日露和親条約が結ばれた2月7日に決まった。

## 行事
閣議了解では「この日を中心として全国的に集会、講演会、研修会等の行事を行い、この問題に対する国民の関心と理解を更に深め、全国的な北方領土返還運動の一層強力な推進を図る」とされている。
具体的には毎年、東京都内において青年、婦人、労働などの全国組織からなる実行委員会によって「北方領土返還要求全国大会」が、内閣総理大臣や外務大臣など政府代表、衆参両院代表や各政党代表らの出席のもと開催されている。また、全国各地でも北方領土返還要求運動都道府県民会議によって、都道府県民大会や講演会、パネル展などが企画実施されている。